# Ángel Prudencio
Ángel Oscar Prudencio (Villa María, Provincia de Córdoba, Argentina; 13 de octubre de 1990) es un futbolista argentino. Juega como delantero y su primer equipo fue Instituto de Córdoba. Actualmente milita en Gimnasia y Esgrima de Tandil de la Liga Tandilense.

## Clubes
| Club                         | País      | Año               |
| ---------------------------- | --------- | ----------------- |
| Instituto de Córdoba         | Argentina | 2010-2012         |
| Santamarina de Tandil        | Argentina | 2012-2014         |
| Cipolletti de Río Negro      | Argentina | 2014-2015         |
| Deportivo Suchitepéquez      | Honduras  | 2015              |
| Tiro Federal de Bahía Blanca | Argentina | 2016              |
| Santamarina de Tandil        | Argentina | 2016-2017         |
| Defensores de Belgrano (VR)  | Argentina | 2017              |
| Santamarina de Tandil        | Argentina | 2018              |
| Talleres (RE)                | Argentina | 2019              |
| Independiente Rivadavia      | Argentina | 2020-2021         |
| Sportivo Belgrano            | Argentina | 2021              |
| Racing de Olavarría          | Argentina | 2021              |
| Universitario de Sucre       | Bolivia   | 2022              |
| Gimnasia y Esgrima Tandil    | Argentina | 2023 - Actualidad |